# Juanita Maxwell Phillips

Juanita Maxwell Phillips (Valparaíso (Xile), 23 de juny del 1880 - 14 de novembre del 1966) fou una política i activista britànica, la primera dona membre del Consell Municipal de Honiton, alcaldessa de Honiton i del Consell del Comtat de Devon. Com a alcaldessa de Honiton, també ho fou del West Country. Fou nomenada Oficial de l'Orde de l'Imperi Britànic al 1950.

## Primers anys
Juanita Phillips nasqué a Valparaíso (Xile), filla de Margarida Maxwell i Thomas Comber, un empresari anglés de la indústria minera. La família tornà a Anglaterra a principis de la dècada del 1890. Es casà amb Tom Phillips, advocat, al 1906. Durant la Primera Guerra Mundial va servir en l'Oficina de Guerra.

## Activisme
Juanita Phillips participà en el moviment sufragista i altres lluites pels drets de les dones. Com a sufragista, encapçalà els capítols locals de la Unió Social i Política de Dones, vengué un diari sufragista, va participar en protestes i en piquets enfront de la presó d'Exeter, on era detinguda Emmeline Pankhurst després d'un arrest al desembre del 1913.
Juanita Phillips militava en nombrosos grups activistes. Entre altres organitzacions, pertanyia a la Unió Nacional de Societats per la Igualtat de Ciutadania (abans Unió Nacional de Societats pel Sufragi de les Dones); el Consell de Portes Obertes, del qual fou membre del Comité Executiu; el Consell Nacional de Dones, del qual ajudà a fundar la seu de Devon; els Instituts de les Dones; i el Six Point Group. Com molts membres del Six Point Group, s'oposà al nou feminisme.

## Carrera política
Juanita Phillips fou jutgessa de pau al 1922 i també guardiana de la Llei de Pobres.
El 1921, l'elegiren per al consell municipal de Honiton com a independent. Hi fou regidora fins al 1953, quan ella i el seu marit es van mudar de Honiton. En la dècada del 1920, mentre era membre de l'Ajuntament de Honiton, advocà pel nomenament de dones policies.
Juanita Phillips es presentà al consell del Comtat de Devon al 1928, però hi va perdre. La triaren per primera vegada per al Consell, al 1931 i va estar en el càrrec fins al 1965. En el Consell treballà en els comités de Maternitat i Benestar Infantil (dels quals fou presidenta des del 1941), Assistència Pública, Salut Pública, Precaucions contra atacs aeris (durant la Segona Guerra Mundial) i Educació.